# Музыка, Юрий Александрович
Юрий Александрович Музыка (10 августа 1982) — российский и азербайджанский футболист, нападающий. Выступал за сборную Азербайджана.

## Биография

### Клубная карьера
Воспитанник калининградской СДЮСШОР-5 «Юность». В 2001 году впервые был включён в заявку калининградской «Балтики» и стал выступать за её фарм-клуб в любительских соревнованиях, а в 2002 году дебютировал за основу «Балтики» во втором дивизионе. В 2002 году сыграл 11 матчей (2 гола) и стал победителем зонального турнира второго дивизиона, а в 2004 году принял участие в 16 матчах (2 гола) в первом дивизионе.
В начале 2005 года перешёл в азербайджанский «Карван». Первый гол забил 13 апреля 2005 года в ворота «Шамкира». За два календарных года в составе «Карвана» сыграл 34 матча и забил 6 голов в чемпионате Азербайджана, становился серебряным и бронзовым призёром чемпионата. С 2007 года выступал за бакинские «Интер» и «Олимпик», но в этих клубах не стал основным игроком. Пропустив год, в августе 2009 года вернулся в «Карван», но сыграл только два матча.
В 2010 году вернулся в Калининград и играл на любительском уровне за клубы Калининградской области.

### Карьера в сборной
В 2005 году принял гражданство Азербайджана и стал выступать за его национальную сборную. Дебютный матч сыграл 17 августа 2005 года против Албании, заменив на 72-й минуте Махмуда Гурбанова. Всего в 2005—2006 годах принял участие в 8 матчах, последнюю игру сыграл 11 октября 2006 года против Бельгии.

## Достижения
- Серебряный призёр чемпионата Азербайджана: 2005/06
- Бронзовый призёр чемпионата Азербайджана: 2004/05
- Финалист Кубка Азербайджана: 2005/06